# あの日 あの頃 君は……
『あの日 あの頃 君は……』は、1977年3月21日に発売された、豊川誕の4枚目のアルバムである。

## 概要
ジャニーズ事務所 在籍時代 最後のオリジナルアルバムとなった。
2022年月3月時点、未CD化。

## 収録曲
- A面

1. バラが咲いた
2. ブルー・シャトー ～ 夕陽が泣いている
  1. ブルー・シャトー
  2. 夕陽が泣いている
3. ブルーライト・ヨコハマ ～ 今は幸せかい
  1. ブルーライト・ヨコハマ
  2. 今は幸せかい
4. 今日でお別れ
5. 白い蝶のサンバ ～ 男と女のお話
  1. 白い蝶のサンバ
  2. 男と女のお話

- B面

1. また逢う日まで ～ よこはま・たそがれ
  1. また逢う日まで
  2. よこはま・たそがれ
2. どうにもとまらない ～ 瀬戸の花嫁
  1. どうにもとまらない
  2. 瀬戸の花嫁
3. 神田川
4. 二人でお酒を ～ 襟裳岬
  1. 二人でお酒を
  2. 襟裳岬
5. メドレー
  1. 汚れなき悪戯
  2. 星めぐり
  3. ほどけた靴ひも
  4. ぼくの消息
  5. メンソール・シガレット